# Sigi (Fluss)
Der Sigi, in der Literatur auch häufig Sigifluss (Swahili: Mto Sigi, Englisch: Sigi River oder Zigi River), ist ein Fluss in der Region Tanga in Tansania.

## Verlauf
Der Fluss entspringt im Amani-Naturreservat im Usambara-Gebirge, genauer im Handei-Gebirge, in einer Höhe von 1130 Meter und mündet nach 100 km langem Lauf und mehrfacher Änderung der Laufrichtung 40 Kilometer nördlich der Stadt Tanga in den Indischen Ozean. Seine Zuflüsse sind der Kihuhui (von Süden) und der Musi (von Norden). In den 1970er Jahren wurde der Fluss mit deutschen Finanzhilfen (unter anderem von der KfW-Bank) aufgestaut, um ein Trinkwasserreservoir für die Region zu schaffen. Dieser 1978 fertiggestellte Staudamm mit Ton-Kern wurde in der Nähe des Dorfes Mabayani errichtet, daher trägt er auch den Namen Mabayani Dam (Mabayani-Damm). Das so entstandene Reservoir hat eine Länge von etwa 3.500 m, eine Breite von etwa 400 m und ist etwa 20 km von Tanga entfernt. Die ursprüngliche Kapazität von 7,7 Millionen m³ aus dem Jahr 1978 wird heute infolge von Erosion und Erdrutschen nicht mehr erreicht. Insgesamt versorgt der Fluss rund 100.000 Menschen mit Trinkwasser, aber auch Teeplantagen, Sisalfarmen sowie die Industrie mit Brauchwasser.
1996 wies eine dänische Studie eine gefährliche Menge an Schwermetallen im Wasser nach, die von der umliegenden Industrie flussabwärts des Stausees in den Sigi geleitet werden.

## Hydrometrie
Der Sigi fließt regenzeitabhängig, wie die meisten Flüsse in der Region.
Durchschnittliche monatliche Durchströmung des Sigi gemessen an der hydrologischen Station in Lanconi Estate, etwa 10 km oberhalb des Mabayani-Dammes in m³/s (1957–1990).